# Светозар Николић Гаричка
Светозар Николић Гаричка (1883 — 1959) био је српски учесник Балканских ратова и Првог светског рата и мајор Југословенске војске. 

## Биографија
Рођен је 1883. године у Пироту од оца Јеленка и мајке Дане. После основне школе је завршио терзијски занат. На одслужење војног рока се јавио пре рока како би се што пре оженио Даринком. Завршио је подофицирску школу а касније и дошколовање како би стекао звање поднаредника 1912. године. У току ратовања од 1912 - 1918. године је напредовао до мајора. 
Одликован је са 3 бела орла са мачевима, 3 златне медаље за храброст Милоша Обилића, Француског крста легије части, Енглеског крста за храброст, Ордена медаље - споменице првог балканског рата, златне медаље за храброст. 
Био је учесник Облаковске битке, битке на Брегалници, Кајмакчалану, на Церу и пробоја Солунског фронта. Рањаван је три пута. 
Вратио се у Пирот после завршетка Првог светског рата где се мобилисао и кренуо да се бави трговином. 
Године 1922. се поново активирао војно и прихватио је чин капетана прве класе због недостатка формацијског места за мајора у Пироту. Две године касније је постављен за команданта батаљона у Димитровграду. У Пирот се вратио за команданта десете чете. Године 1929. је преузео функцију руководиоца војног слагалишта које је било стационирано у пиротској тврђави. 
Пензионисао се 1933. године.
Умро је 1959. године.